# John Baumgartner
John Baumgartner (* 4. Mai 1971 in Lorain, Lorain County, Ohio) ist ein US-amerikanischer Filmregisseur, Filmproduzent, Filmeditor, Drehbuchautor und Schauspieler.

## Leben
Nachdem er 1999 in Enemy Action als Assistent der Regie debütierte, ist er seit dem 21. Jahrhundert selbst als Regisseur, Produzent und Filmeditor tätig, übernimmt für einige Filme auch das Drehbuch und war schon in Nebenrollen als Schauspieler tätig. 2002 erhielt er den Preis für den besten Kurzfilm für War Story auf dem Dallas OUT TAKES, 2005 gewann er den Jury-Preis für Hard Pill auf dem TWIST: Seattle Queer Film Festival. 2015 übernahm er in dem Katastrophenfilm San Andreas Quake – Los Angeles am Abgrund die Regie, den Filmschnitt (gemeinsam mit Ana Florit) und schrieb auch das Drehbuch. Sein Tätigkeitsbereich erstreckt sich auch auf Fernsehserien. So arbeitete er in verschiedenen Funktionen an den Serien Die Connors, Stuck und Zoe Valentine.

## Filmografie

### Regie
- 1999: Enemy Action (Assistent)
- 2001: War Story (Kurzfilm)
- 2002: Are You In? (Kurzfilm)
- 2004: Knuckle Sandwich (Assistent)
- 2005: Hard Pill … auf welcher Seite willst du stehen? (Hard Pill)
- 2006: Pizza Time (Fernsehfilm)
- 2008–2009, 2014: Space Hospital (Fernsehserie, 3 Episoden)
- 2011: Death Inc. (Kurzfilm) (Assistent)
- 2012: Vegan 101 (Fernsehserie, 3 Episoden)
- 2013: The Boob, the Badge, and the Ugly (Kurzfilm)
- 2013: Sunday in the Park with Crazy (Kurzfilm)
- 2013: Moving Ohm (Kurzfilm)
- 2014: I'm Will Ferrell (Kurzfilm)
- 2015: San Andreas Quake – Los Angeles am Abgrund (San Andreas Quake)
- 2015: Alibi Nation (Assistent)
- 2016: A Doll's Eyes (Assistent)
- 2017: Die Conners (The Conners, Fernsehserie, 4 Episoden)
- 2017: Wicked Mom's Club (Fernsehfilm) (Assistent)
- 2018: Der Killer-Trainer (Blood, Sweat, and Lies) (Fernsehfilm) (Assistent)
- 2018: Mommy Be Mine (Fernsehfilm) (Assistent)
- 2018: Deadly Hack (Fernsehfilm) (Assistent)
- 2019: Stuck (Fernsehserie, 8 Episoden)
- 2019: Zoe Valentine (Fernsehserie, 15 Episoden)
- 2019: Straight Up (Assistent)

### Produzent
- 2001: War Story (Kurzfilm)
- 2006: Pizza Time (Fernsehfilm)
- 2009: Wig (Kurzfilm)
- 2009: Herpes Boy
- 2013: I Am I
- 2013: The Boob, the Badge, and the Ugly (Kurzfilm)
- 2013: Sunday in the Park with Crazy (Kurzfilm)
- 2016: Search Engines
- 2017: Die Conners (The Conners, Fernsehserie)
- 2017: Cups & Robbers (Kurzfilm)

### Editor
- 2001: War Story (Kurzfilm)
- 2002: Are You In? (Kurzfilm)
- 2006: Pizza Time (Fernsehfilm)
- 2010: Dinner Out (Kurzfilm)
- 2013: The Boob, the Badge, and the Ugly (Kurzfilm)
- 2013: Sunday in the Park with Crazy (Kurzfilm)
- 2013: Moving Ohm (Kurzfilm)
- 2014: I'm Will Ferrell (Kurzfilm)
- 2015: San Andreas Quake – Los Angeles am Abgrund (San Andreas Quake)
- 2017: Die Conners (The Conners, Fernsehserie)
- 2017: The One (Kurzfilm)
- 2017: Cups & Robbers (Kurzfilm)

### Drehbuch
- 2001: War Story (Kurzfilm)
- 2005: Hard Pill … auf welcher Seite willst du stehen? (Hard Pill)
- 2013: The Boob, the Badge, and the Ugly (Kurzfilm)
- 2015: San Andreas Quake – Los Angeles am Abgrund (San Andreas Quake)
- 2017: Die Conners (Fernsehserie, 4 Episoden)

### Schauspiel
- 2001: War Story (Kurzfilm)
- 2005: Hard Pill … auf welcher Seite willst du stehen? (Hard Pill)
- 2011: Death Inc. (Kurzfilm)